# Eetu Huupponen
Edvard „Eetu” Huupponen (ur. 1 grudnia 1898 w Ruokolahti, zm. 4 stycznia 1977 w Mikkeli) – fiński zapaśnik. Olimpijczyk z Paryża 1924, gdzie zajął czwarte miejsce w wadze piórkowej, w stylu wolnym.
Mistrz kraju w stylu klasycznym w 1923 i 1928; drugi w 1921, 1922, 1925 i 1930. Pierwszy w stylu wolnym w 1925, 1926 i 1931; drugi w 1924, 1928 i 1930; trzeci w 1927 roku.

## Letnie Igrzyska Olimpijskie 1924
| Konkurencja       | Rundy eliminacyjne      | Rundy eliminacyjne   | Rundy eliminacyjne     | Finały                 | Turniej o brązowy medal  | Klas. końcowa |
| Konkurencja       | 1/16                    | 1/8                  | 1/4                    | 1/2                    | Przeciwnik I             | Miejsce       |
| ----------------- | ----------------------- | -------------------- | ---------------------- | ---------------------- | ------------------------ | ------------- |
| 61 kg styl wolny. | Maurice Guinard (FRA) Z | August Thijs (BEL) Z | Calixte Delmas (FRA) Z | Chester Newton (USA) P | Katsutoshi Naitō (JPN) P | 4.            |